# Frullania philippinensis
Frullania philippinensis là một loài Rêu trong họ Jubulaceae. Loài này được Stephani mô tả khoa học đầu tiên..